# Paul Graham (informatico)
Paul Graham (Weymouth (Dorset), 13 novembre 1964) è un informatico, imprenditore e saggista inglese.
È conosciuto per il suo lavoro sul linguaggio di programmazione Lisp e per essere uno dei fondatori di Viaweb (poi divenuto "Yahoo! Store") e di Y Combinator. È autore di alcuni libri sulla programmazione, come On Lisp (1993), ANSI Common Lisp (1995) e Hackers & Painters (2004).

## Biografia
Graham ha conseguito un Bachelor of Arts in filosofia presso la Cornell University nel 1986, quindi un Master of Science (nel 1988) e, nel 1990, un dottorato di ricerca in informatica presso l'Università Harvard. Ha anche studiato pittura presso la Rhode Island School of Design e l'Accademia di belle arti di Firenze.
Nel 1996, insieme a Robert Morris (quest'ultimo con lo pseudonimo "John McArtyem") e Trevor Blackwell ha fondato Viaweb, un application service provider. Il software dietro Viaweb, all'inizio scritto soprattutto in Common Lisp, permetteva agli utenti di realizzare il proprio Internet store personale. Nell'estate del 1998 Viaweb è stata acquistata da Yahoo! in cambio di 455 000 proprie azioni, per un valore, all'epoca, di 49,6 milioni di dollari, divenendo Yahoo! Store.
In seguito ha acquisito notorietà per i saggi pubblicati sul proprio sito web, paulgraham.com, su argomenti che andavano Beating the Averages (Battere le medie), incentrato sulla possibilità di confronto tra diversi linguaggi di programmazione, a Why Nerds are Unpopular (Perché i nerd sono impopolari), una discussione sulla vita dei nerd nelle scuole superiori. Una raccolta dei suoi saggi è stata pubblicata nel libro Hackers & Painters, edito da O'Reilly Media, che comprende una discussione sulla crescita di Viaweb e sui vantaggi che, secondo lui, sarebbero derivati dall'impiego di Lisp per la sua realizzazione.
Nel 2001, ha annunciato di aver iniziato a lavorare su un nuovo dialetto del Lisp, chiamato Arc. Negli anni a venire ha scritto diversi saggi che descrivono le caratteristiche e gli obiettivi del linguaggio, e alcuni progetti interni a Y Combinator sono stati realizzati in Arc, tra cui l'aggregatore di notizie e il forum Hacker News.
Nel 2005, dopo aver tenuto un discorso alla Harvard Computer Society, pubblicato in seguito come How to Start a Startup (Come avviare una startup), Graham insieme a Trevor Blackwell, Jessica Livingston e Robert Morris ha avviato la società Y Combinator, che si occupa di finanziare il capitale iniziale (seed funding) a un gran numero di startup, in particolare quelle avviate da giovani interessati a contenuti tecnici. Y Combinator ha finanziato oltre 1 300 startup, tra le qualiJustin.tv, Xobni, Dropbox, Airbnb e Stripe.
In risposta al Stop Online Piracy Act (SOPA), Graham ha annunciato nel 2011 che nessun rappresentante di tutte le società favorevoli al SOPA sarebbe stato invitato agli eventi dell'Y Combinator Demo Day.
BusinessWeek lo ha inserito nell'edizione 2008 della sua lista annuale The 25 Most Influential People on the Web.

## Saggi

### Gerarchia del dissenso di Graham

In un saggio del 2008, intitolato How to Disagree ("come dissentire"), Graham ha proposto una "gerarchia del dissenso" (disagreement hierarchy) dividendo le argomentazioni in una gerarchia di sette categorie, che vanno da insulti e fallacie fino alle argomentazioni più costruttive. Graham sostiene che la gerarchia può essere pensata come una piramide, in quanto le forme di dissenso più elevate sono più rare.

### Il paradosso di Blub
Graham ha ipotizzato un fittizio linguaggio di programmazione, Blub, che si collocherebbe "esattamente a metà nel continuum dell'astrazione". Ha usato tale linguaggio per illustrare il confronto tra il potere espressivo di differenti linguaggi di programmazione, al di là della Turing equivalenza, in particolare per mostrare la difficoltà nel paragonare un linguaggio che uno conosce con uno che non conosce.
Graham considera un ipotetico programmatore Blub. Quando questi guarda in basso nel "continuum della potenza", considera i linguaggi inferiori come meno potenti, in quanto mancano di caratteristiche ai quali un programmatore Blub è abituato. Ma quando guarda verso l'alto, è incapace di rendersi conto che sta guardando verso l'alto: egli semplicemente vede degli strani linguaggi, con delle caratteristiche aggiuntive apparentemente non necessarie, che assume essere equivalenti in potere. Quando Graham considera il punto di vista di un programmatore che usa un linguaggio più in alto rispetto a Blub, invece, questi realizza le caratteristiche mancanti a Blub rispetto ad un linguaggio superiore.
Graham descrive questo fenomeno come il "paradosso di Blub" (Blub paradox) e conclude che "per induzione, gli unici programmatori in grado di vedere tutte le differenze di potenza tra i vari linguaggi di programmazione sono quelli che capiscono il linguaggio più potente".
Nel 2008 ha sposato Jessica Livingston.